# Martin Stümpfig

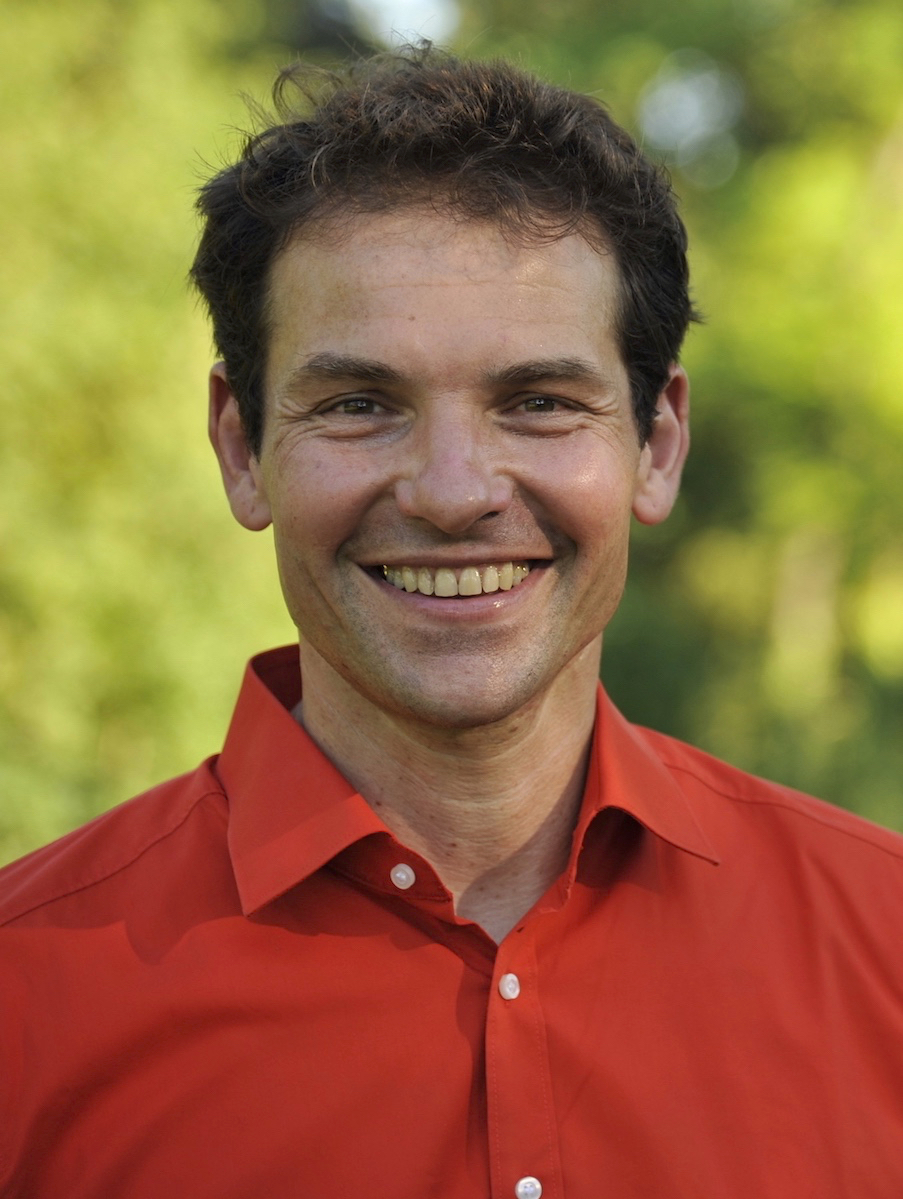
Martin Stümpfig, MdL aus Feuchtwangen, Mittelfranken

Martin Stümpfig (* 11. Oktober 1970 in Feuchtwangen) ist ein deutscher Politiker (Bündnis 90/Die Grünen). Er ist seit Oktober 2013 Mitglied des Bayerischen Landtags, seit 2008 Kreisrat des Landkreises Ansbach und Mitglied des regionalen Planungsverband (RPV8) Westmittelfranken.

## Leben
Stümpfig studierte nach seinem Abitur 1990 Forstwirtschaft in Freising und anschließend Kommunalen Umweltschutz in Nürtingen. Beide Studiengänge schloss er 1996 bzw. 1998 jeweils mit Diplom ab. Von 2000 bis 2002 arbeitete er gemeinsam mit seiner Frau für den Deutschen Entwicklungsdienst in Mali und bildete dort Dorfberater in nachhaltiger Landwirtschaft aus. Von 2002 bis Oktober 2013 arbeitete er als Umweltingenieur für die Stadt Ansbach. In dieser Position war er als Projektleiter für das kommunale Klimaschutzkonzept zuständig.
2008 kandidierte Stümpfig bei der Kommunalwahl als Bürgermeister von Feuchtwangen. In der Stichwahl unterlag er mit 45 % Patrick Ruh von der CSU, wurde anschließend aber zum dritten Bürgermeister gewählt. Bei der Landtagswahl im September 2013 erzielte er im Stimmkreis Ansbach-Nord mit 14,1 % die höchste Erststimmenzahl aller Kandidaten der Grünen in Mittelfranken, was zusammen mit den Zweitstimmen für seinen Einzug in den Landtag ausreichte. 2018 und 2023 wurde er erneut in den Landtag gewählt.
Bei der Kommunalwahl am 15. März 2020 wurde Stümpfig wieder in den Ansbacher Kreistag gewählt, wie 2014 erneut mit den meisten Stimmen seiner Fraktion.
Stümpfig ist seit 1999 verheiratet und hat drei Kinder.

## Abgeordnetentätigkeit

### 17. Legislaturperiode des bayerischen Landtags 2013–2018
Für die Fraktion Bündnis 90/Die Grünen im Bayerischen Landtag war Stümpfig in der Legislaturperiode 2013–2018 Sprecher für Energie und Klimaschutz. Er war zudem stellvertretender Vorsitzender im Ausschuss für Wirtschaft und Medien, Infrastruktur, Bau und Verkehr, Energie und Technologie sowie Mitglied des Ausschusses für Eingaben und Beschwerden (Petitionsausschuss).
Stümpfig wurde von seiner Partei für die Landtagswahl am 14. Oktober 2018 im Stimmkreis Ansbach-Nord als Direktkandidat nominiert und auf der mittelfränkischen Kandidatenliste auf Listenplatz 2 gewählt. Er erzielte im Stimmkreis Ansbach-Nord ein Erststimmen-Ergebnis von 20,5 %. In Mittelfranken konnte er 44.157 Stimmen erringen, nach Verena Osgyan wieder die zweitmeisten Stimmen der Grünen in Mittelfranken.

### 18. Legislaturperiode des bayerischen Landtags 2018–2023
Stümpfig zog über die Liste der mittelfränkischen Grünen im November 2018 wieder als Abgeordneter in den Bayerischen Landtag ein. Die Fraktion wählte ihn erneut zum Sprecher für Energie und Klimaschutz und zum Mitglied im Ausschuss für Wirtschaft, Landesentwicklung, Energie, Medien und Digitalisierung. Des Weiteren war er stellvertretender Vorsitzender des Maßregelvollzugsbeirates Bezirksklinikum Ansbach, Klinik für Forensische Psychiatrie.

### 19. Legislaturperiode des bayerischen Landtags seit 2023
Bei der Landtagswahl 2023 zog Stümpfig erneut in den Landtag ein.

## Politische Positionen und Initiativen
Stümpfig setzt sich für eine Anschlussregelung den Erhalt und Weiterbetrieb von Photovoltaikanlagen ein, die zum Ende des Jahres 2020 den erzeugten Strom nicht mehr ins öffentliche Stromnetz einspeisen dürfen.
Stümpfig startete im August 2020 eine Initiative, dass nach dem Ende der Sommerferien mehr Schulbussen zum Einsatz kommen, um Schülerinnen und Schüler eine besseren Schutz vor Corona-Infektionen zu ermöglichen.